# Наката Кодзі
Наката Кодзі (яп. 中田 浩二, нар. 9 липня 1979, Сіґа) — японський футболіст.

## Виступи за збірну
2000 року дебютував в офіційних матчах у складі національної збірної Японії. Відтоді провів у формі головної команди країни 57 матчів.

## Статистика виступів
| Збірна Японії | Збірна Японії | Збірна Японії |
| Роки          | Ігри          | голи          |
| ------------- | ------------- | ------------- |
| 2000          | 7             | 0             |
| 2001          | 13            | 0             |
| 2002          | 13            | 0             |
| 2003          | 7             | 0             |
| 2004          | 6             | 2             |
| 2005          | 8             | 0             |
| 2006          | 2             | 0             |
| 2007          | 1             | 0             |
| Усього        | 57            | 2             |

## Титули і досягнення
- У складі збірної:
  - Чемпіон Азії: 2004
- Клубні:
  - Чемпіон Японії: 1998, 2000, 2001, 2008, 2009
  - Володар Кубка Імператора: 2000, 2010
  - Володар Кубка Джей-ліги: 2000, 2002, 2011, 2012
  - Володар Суперкубка Японії: 1999, 2010
  - Володар Кубка банку Суруга: 2012, 2013
  - Переможець Кубка Інтертото: 2005
  - Чемпіон Швейцарії: 2007-08
  - Володар Кубка Швейцарії: 2006-07, 2007-08
- Особисті:
  - у символічній збірній Джей-ліги: 2001